# Дабъл Ю (група)
Дабъл Ю (на английски: Double You) е италианска евроденс група, създадена през 1985 г. от музикантите Франко Амато, Андреа де Антони и английския певец Уилям Нерейн. През 1991 г. триото се запознава с продуцента Роберто Занети и записва първия си сингъл „Please Don't Go“ („Моля те не си отивай“), от който са продадени 5 милиона копия по целия свят. Други популярни хитове на Дабъл Ю са „Run to Me“ („Избягай при мен“), „We All Need Love“ („Всички имаме нужда от любов“) и дуетът с Алексия „Dancing with an Angel“ („Да танцуваш с ангел“).

## Дискография

### Албуми
- „We All Need Love“ – 1992 г.

- „The Blue Album“ – 1994 г.

- „Forever“ – 1996 г.

- „Heaven“ – 1998 г.

- „Studio Live“ – 2001 г.

- „Perolas“ – 2001 г.

### Сингли
- „Please Don't Go“ – 1992 г.

- „Please Don't Go (Remix)“ – 1992 г.

- „We All Need Love“ – 1992 г.

- „We All Need Love (Remix)“ – 1992 г.

- „Who's Fooling Who“ – 1992 г.

- „With or Without You“ – 1993 г.

- „Missing You“ – 1993 г.

- „Missing You (Remix)“ – 1993 г.

- „Part-Time Lover“ – 1993 г.

- „Part-Time Lover (Remix)“ – 1993 г.

- „Heart of Glass“ – 1994 г.

- „Run to Me“ – 1994 г.

- „Dancing With An Angel“ (с Алексия) – 1995 г.

- „Because I'm Loving You“ – 1995 г.

- „Somebody“ – 1997 г.

- „Do You Wanna Be Funky“ – 1998 г.

- „Music“ – 2000 г.

- „Dance Anymore“ – 2001 г.

- „Message in a Bottle“ – 2001 г.

- „I'll Be Over You“ – 2002 г.